# Af Barwaaqo
Af Barwaaqo (ook: Af-Barwaaqo, Afbarwaaqo, El Duhunle) is een dorp in het noordoosten van het district Hobyo, regio Mudug, in de semi-autonome staat Galmudug, centraal Somalië.
Af Barwaaqo ligt aan een onverhard pad van Hobyo naar Jariban in een aride landschap met spaarzame en verspreide vegetatie. Het ligt ca. 35 km ten westen van de kust van de Indische Oceaan. Het dorp bestaat uit één doodlopende 'straat' met nog wat losse gebouwtjes eromheen.
Klimaat: Af Barwaaqo heeft een aride steppeklimaat. De gemiddelde jaartemperatuur is 27,2 °C. April is de warmste maand, gemiddeld 29 °C; januari is het koelste, gemiddeld 25,2 °C. De jaarlijkse regenval bedraagt ca. 150 mm (ter vergelijking: in Nederland ca. 800 mm). Er zijn twee duidelijke droge seizoenen: van december t/m maart en juni t/m september, en twee regenseizoenen, april-mei en oktober-november. De meeste regen valt in mei, 54 mm, een derde van de jaarlijkse hoeveelheid.